# 구자관
구자관(具滋觀, 1894년 ~ ?)은 일제 강점기와 대한민국의 법조인이다.

## 약력
- 1894년 출생.
- 1917년 경성전수학교(현 서울대학교 법과대학)졸업.
- 1920년 판사시험합격. 부산지방법원 밀양지청 판사.
- 1923년 경성지방법원 판사.
- 1931년 함흥지방법원 부장판사.
- 1945년 미군정청 형사국장.
- 1947년 공소원 검사장.
- 1950년 변호사 개업중 6.25 전쟁중에 납북.